# Helen Flint
Pour les articles homonymes, voir Flint.
Helen Flint est une actrice américaine, née le 14 janvier 1898 à Chicago (Illinois), morte le 9 septembre 1967 à Washington.

## Biographie
Durant sa carrière, Helen Flint est très active au théâtre et joue notamment à Broadway (New York) de 1921 à 1946, dans vingt pièces, entre autres aux côtés de John Cromwell, Miriam Hopkins, William Keighley, Elizabeth Patterson, Lionel Stander, Barbara Stanwyck et Spencer Tracy. Mentionnons sa participation, en octobre 1931, à une adaptation américaine de Mélo d'Henri Bernstein, avec Harry Davenport.
Au cinéma, elle contribue à seulement vingt-trois films américains, disséminés entre 1931 (un court métrage) et 1944 (un petit rôle non crédité dans Hantise de George Cukor, avec Charles Boyer et Ingrid Bergman). Citons également Impétueuse jeunesse de Clarence Brown (1935, avec Wallace Beery et Lionel Barrymore), Le Petit Lord Fauntleroy de John Cromwell (version de 1936, avec Freddie Bartholomew et C. Aubrey Smith), ou encore La Légion noire d'Archie Mayo et Michael Curtiz (1937, avec Humphrey Bogart et Ann Sheridan).

## Théâtre (à Broadway)
- 1921-1922 : The Demi-Virgin d'Avery Hopwood, avec Charles Ruggles
- 1922-1923 : Listening In de Carlyle Moore, avec Minna Gombell, William Keighley
- 1923-1924 : La Sonnette d'alarme (The Alarm Clock) de Maurice Hennequin et Romain Coolus, adaptation d'Avery Hopwood
- 1926-1927 : The Noose de (et mise en scène par) Willard Mack, d'après une histoire d'H.H. Van Loan, avec Ann Shoemaker, Barbara Stanwyck (adaptée au cinéma en 1928)
- 1927-1928 : Paradise de William J. Hurlbut, avec Elizabeth Patterson, Selena Royle, Warren William
- 1928 : These Modern Women de Lawrence Langner, mise en scène de Rouben Mamoulian, avec Alan Mowbray, Minor Watson
- 1928 : Gentlemen of the Press de Ward Morehouse, mise en scène de George Abbott, avec John Cromwell, Russel Crouse, Millard Mitchell
- 1929 : The Marriage Bed d'Ernest Pascal, avec Alan Dinehart, Elizabeth Patterson
- 1929 : Nigger Rich ou The Big Shot de (et mise en scène par) John McGowan, avec Don Beddoe, Spencer Tracy
- 1930 : Those we love de George Abbott et S. K. Lauren, mise en scène de George Abbott, avec Josephine Hull, Percy Kilbride, Charles Waldron, George Abbott
- 1930 : London Calling de Geoffrey Kerr
- 1931 : The House Beautiful de Channing Pollock, avec Mary Philips, Lionel Stander, Raymond Walburn
- 1931 : Mélo (Melo) d'Henri Bernstein, adaptation d'Arthur Pollock, avec Harry Davenport
- 1933 : Hangman's Whip de Norman Reilly Raine et Frank Butler, avec Ian Keith, Montagu Love, Barton MacLane
- 1933 : The Blue Widow de Marianne Brown Waters, avec Don Beddoe, Albert Dekker, Queenie Smith
- 1934 : Too Many Boats d'Owen Davis
- 1939 : Summer Night de Vicki Baum et Benjamin Glazer, mise en scène de Lee Strasberg, avec Lyle Bettger, Louis Calhern, Howard Da Silva, Lionel Stander
- 1941-1942 : Theatre de Guy Bolton et William Somerset Maugham, avec Francis Compton
- 1944-1945 : The Perfect Marriage de (et mise en scène par) Samson Raphaelson, décors d'Oliver Smith, avec Miriam Hopkins, Victor Jory
- 1946 : The Dancer de Milton Lewis et Julian Funt, musique de scène de Paul Bowles, mise en scène d'Everett Sloane

## Filmographie complète

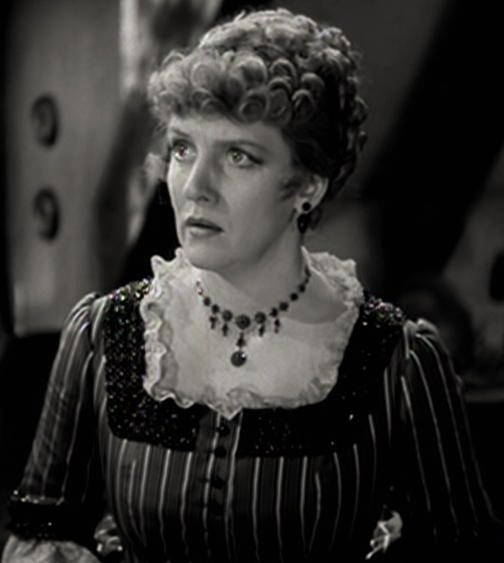
Dans Le Petit Lord Fauntleroy (1936)

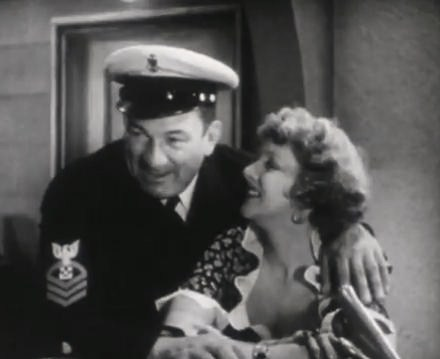
Avec Victor McLaglen, dans Sea Devils (1937)

- 1931 : The Clyde Mystery de Joseph Henabery (court métrage)
- 1934 : The Ninth Guest de Roy William Neill
- 1934 : Manhattan Love Song de Leonard Fields
- 1934 : Midnight ou Call It Murder de Chester Erskine
- 1934 : La Course de Broadway Bill (Broadway Bill) de Frank Capra
- 1934 : Handy Andy de David Butler
- 1935 : While the Patient Slept de Ray Enright
- 1935 : Le Bousilleur (Devil Dogs of the Air) de Lloyd Bacon (scène coupées au montage)
- 1935 : Doubting Thomas de David Butler
- 1935 : Impétueuse Jeunesse (Ah, Wilderness!) de Clarence Brown
- 1936 : La Loi du plus fort (Riffraff) de J. Walter Ruben
- 1936 : Vingt-cinq Ans de fiançailles (Early to Bed) de Norman Z. McLeod
- 1936 : Furie (Fury) de Fritz Lang
- 1936 : A Son comes Home d'Ewald André Dupont
- 1936 : Le Petit Lord Fauntleroy (Little Lord Fauntleroy) de John Cromwell
- 1936 : Give Me Your Heart d'Archie Mayo
- 1937 : Step Lively, Jeeves! d'Eugene Forde
- 1937 : Blonde Trouble (en) de George Archainbaud
- 1937 : La Légion noire (Black Legion) d'Archie Mayo et Michael Curtiz
- 1937 : Les Démons de la mer (Sea Devils) de Benjamin Stoloff
- 1937 : Married before Breakfast d'Edwin L. Marin
- 1942 : The Man Who Wouldn't Die d'Herbert I. Leeds
- 1942 : Time to Kill d'Herbert I. Leeds
- 1944 : Hantise (Gaslight) de George Cukor